# Syrus von Pavia

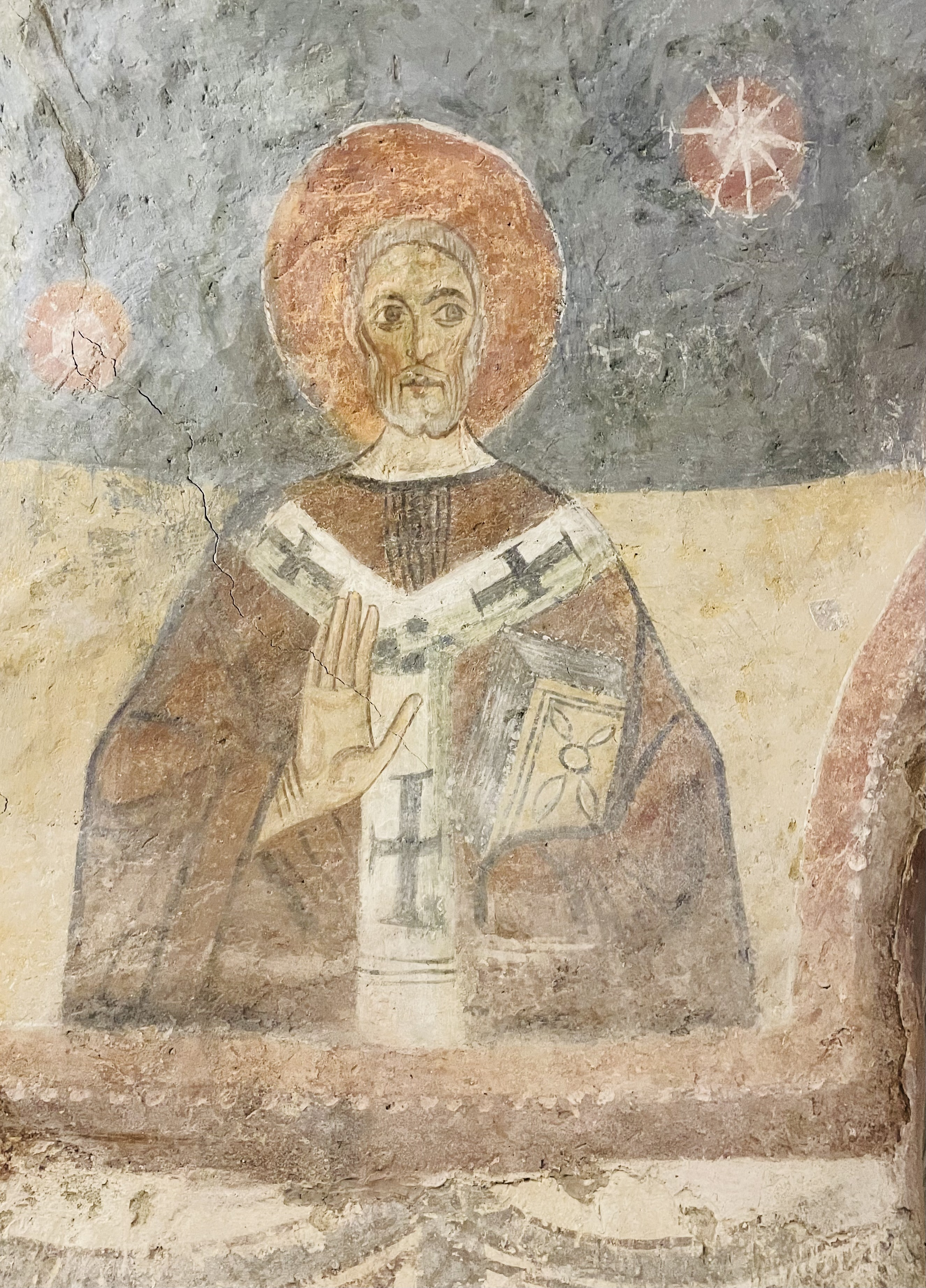
Fresko mit Syrus von Pavia, 12. Jahrhundert, Kirche San Giovanni Domnarum, Pavia

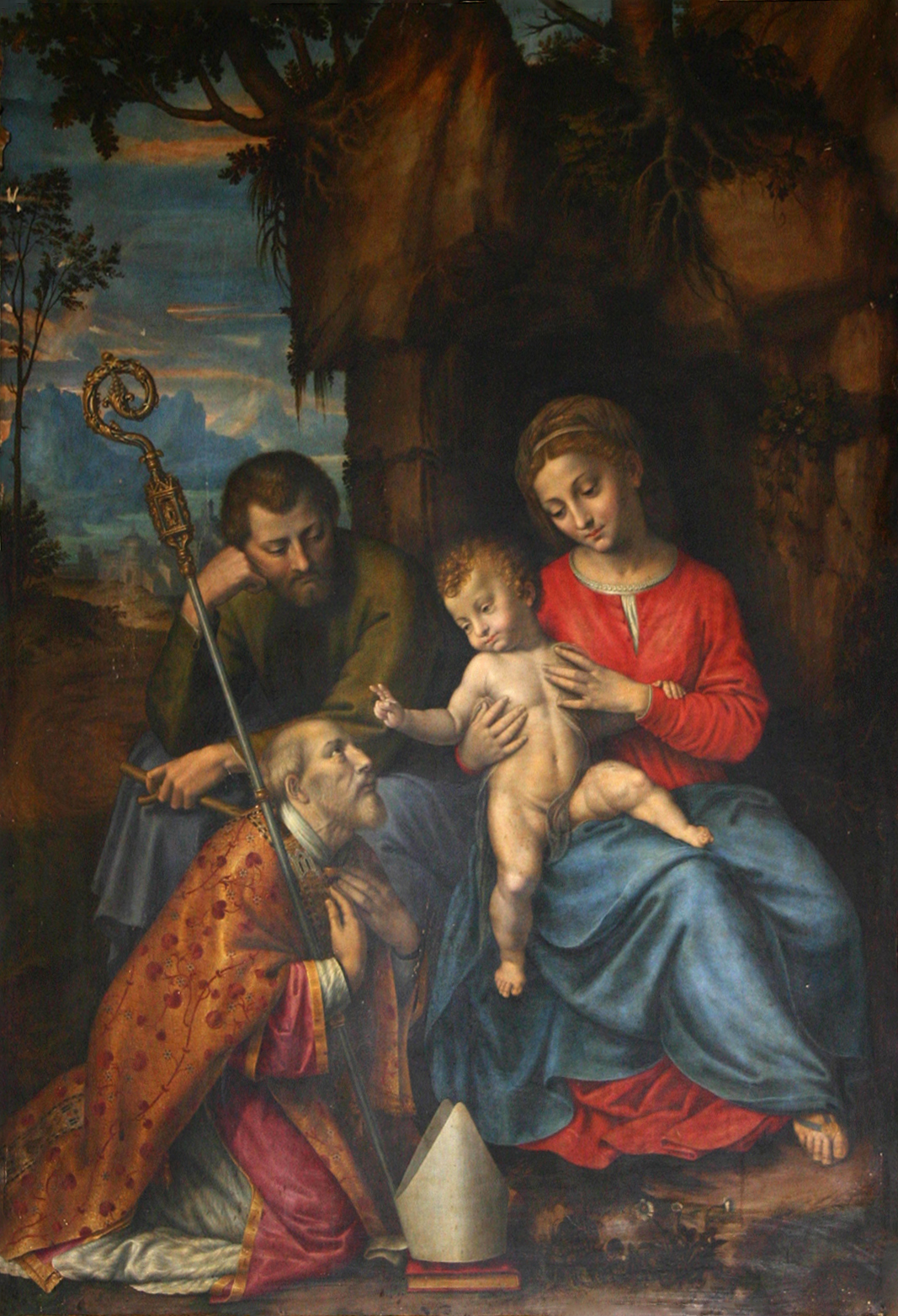
Bernardino Campi – Hl. Familie und Syrus von Pavia im Bischofsornat (1569)

Syrus (italienisch San Siro; † wohl im 4. Jahrhundert in Pavia) war der erste überlieferte Bischof von Pavia; die Legende datiert ihn jedoch in das erste Jahrhundert und bringt ihn mit dem hl. Hermagoras in Verbindung. Sein Gedenktag ist der 9. Dezember.

## Leben und Werk
Die im 14. Jahrhundert verfasste Schrift De laudibus Papiae sieht in Syrus den Jungen, der Christus fünf Laibe Brot gab, die dieser in 5000 Brote vermehrte (Joh 6,9 ). Eine aus dem 8. Jahrhundert stammende Legende macht ihn zum Schüler des hl. Hermagoras, der ein Schüler von Petrus und erster Bischof von Aquileia gewesen sei. Hermagoras habe Syrus, gemeinsam mit Juventius nach Pavia (damals Ticinum Papiae) gesandt, wo Syrus Bischof geworden sei.
Sein Wirken soll sich bis nach Lorch in Oberösterreich erstreckt haben. Er habe die hll. Chrysanthus und Fortunatus zu Priestern geweiht und Juventius und Pompeius zu seinen Nachfolgern im Bischofsamt bestimmt. Tatsächlich nennen die Bischofslisten für Pavia Syrus, Pompeius und Enventius als erste Bischöfe der Stadt, datieren sie aber in das 4. und nicht in das 1. Jahrhundert, sodass hier wohl eine spätere Frühdatierung vorliegt, um dem Bistum ein ehrwürdigeres Alter und eine Verbindung zu den Aposteln zu verschaffen.

## Verehrung
Die Reliquien des Syrus werden seit dem 9. Jahrhundert in der Kathedrale von Pavia aufbewahrt. Sie befinden sich dort in einem Glasschrein des ihm geweihten Altars. Nach Syrus sind zahlreiche Kirchen in Italien benannt, so San Siro als Kathedrale von Sanremo. Weiterhin trug das heutige Giuseppe-Meazza-Stadion in Mailand lange Zeit den Namen San Siro, benannt nach dem gleichnamigen Stadtteil, in dem es liegt.